# 阿尔米亚克
阿尔米亚克（法語：Armillac，法語發音：[aʁmijak]）是法国洛特-加龙省的一个市镇，属于马尔芒德区。

## 地理
阿尔米亚克（44°33'26"N, 0°23'11"E）面积7.77 平方千米，位于法国新阿基坦大区洛特-加龍省，该省份为法国西南部内陆省份，北起多爾多涅省，西接吉倫特省和朗德省，南至热尔省，东临塔恩-加龙省和洛特省。
与阿尔米亚克接壤的市镇（或旧市镇、城区）包括：拉韦涅、拉佩尔什、吉耶讷地区米拉蒙、蒙蒂尼亚克-图皮讷里、圣巴泰勒米达日奈。

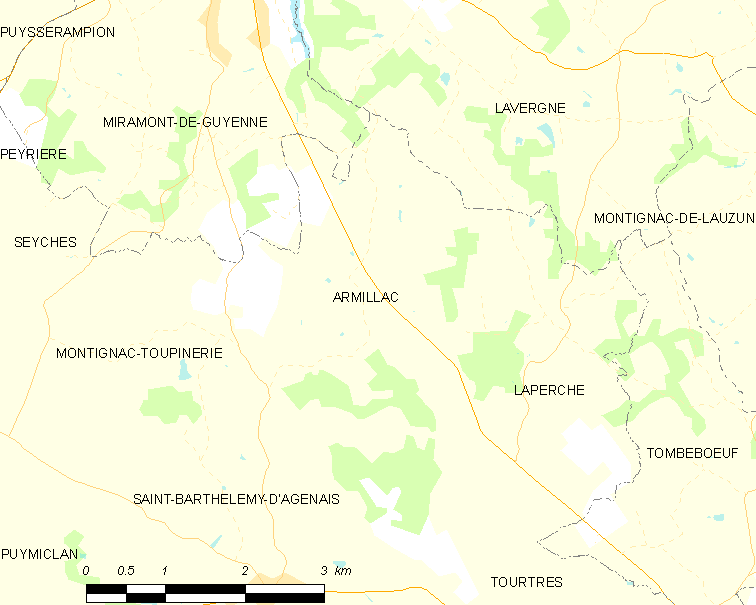
阿尔米亚克的OSM定位图

阿尔米亚克的时区为UTC+01:00、UTC+02:00（夏令时）。

## 行政
阿尔米亚克的邮政编码为47800，INSEE市镇编码为47014。

## 政治
阿尔米亚克所属的省级选区为德罗河谷县。

## 人口

1962-2008年间阿尔米亚克人口变化图示

阿尔米亚克于2022年1月1日时的人口数量为207人。